# 衿川区

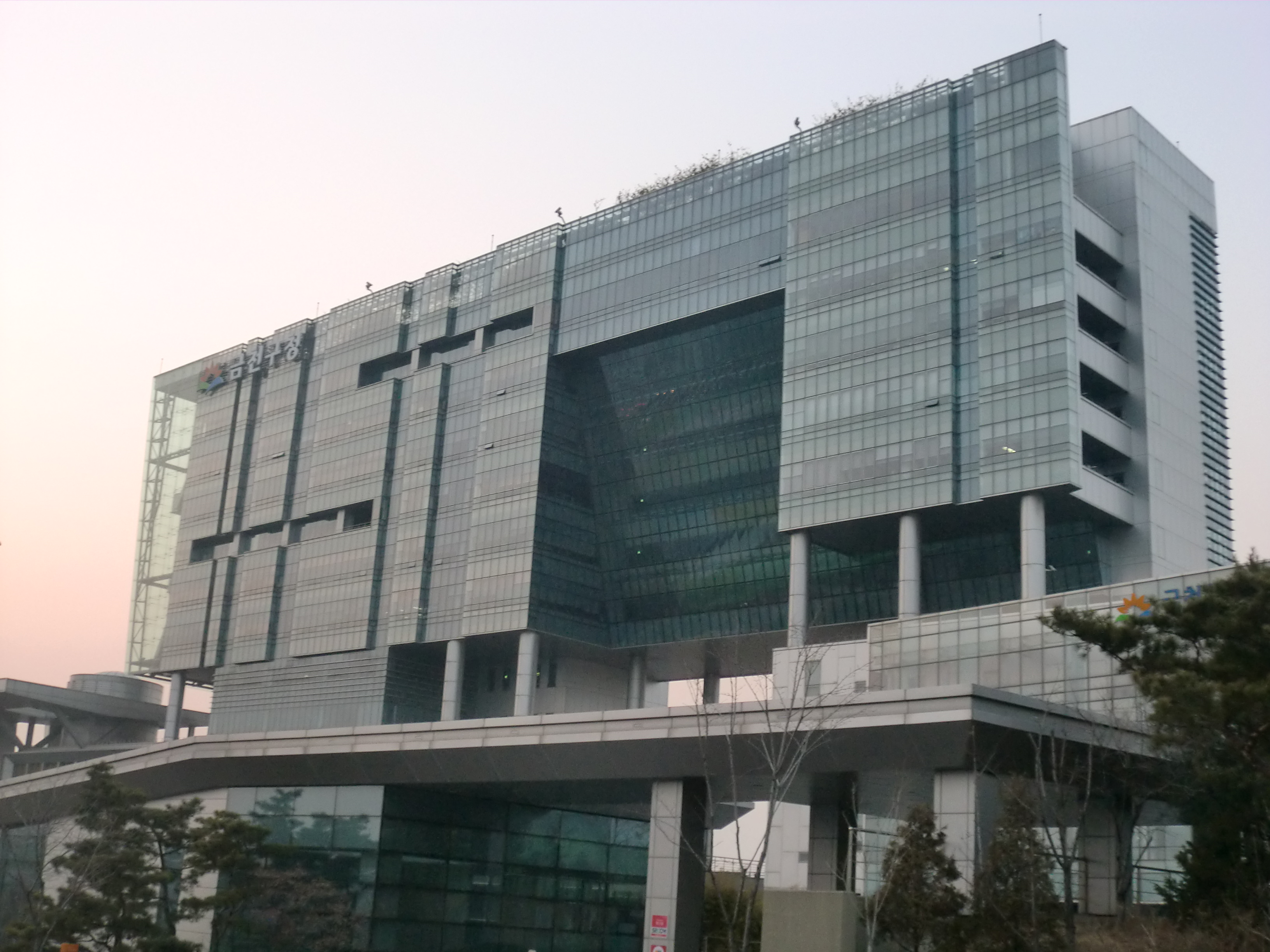
衿川区庁

衿川区（クムチョンく）は、大韓民国、ソウル特別市南西部にある区。九老区までまたがるソウルデジタル産業団地があり工業が盛ん。またデジタル産業団地内には多くの郊外型店などもある。

## 歴史
- 以前は衿州と呼ばれていた。
- 1963年 衿川区に相当する範囲(始興郡東面)がソウル特別市永登浦区に編入。
- 1980年4月1日 永登浦区から九老洞、加里峰洞、禿山洞、始興洞、高尺洞、開峰洞、梧柳洞、宮洞、温水洞、天旺洞、航洞、新道林洞を分割し、九老区を分区。
- 1995年3月1日
  - 九老区禿山洞、始興洞および加里峰洞の大部分が分離し、衿川区が誕生した。
  - 京畿道光明市の一部を編入。

## 地理
衿川はソウル市の南部に位置する。
- 山:三聖（サムソン）山、冠岳（クァナク）山、虎岩（ホアム）山
- 河川:安養（アニョン）川

### 隣接自治体
- 東:冠岳区
- 西:光明市
- 南:安養市
- 北:九老区

## 行政

### 行政区域

行政区域図

幾度かの洞の統合を経て、現在は10の洞が存在する。
| 行政洞                            | 法定洞 |
| --------------------------------- | ------ |
| 加山洞（カサンドン）              | 加山洞 |
| 禿山第1洞（トクサンジェイルトン） | 禿山洞 |
| 禿山第2洞（トクサンジェイドン）   | 禿山洞 |
| 禿山第3洞（トクサンジェサムドン） | 禿山洞 |
| 禿山第4洞（トクサンジェサドン）   | 禿山洞 |
| 始興第1洞（シフンジェイルトン）   | 始興洞 |
| 始興第2洞（シフンジェイドン）     | 始興洞 |
| 始興第3洞（シフンジェサムドン）   | 始興洞 |
| 始興第4洞（シフンジェサドン）     | 始興洞 |
| 始興第5洞（シフンジェオドン）     | 始興洞 |

### 区庁長
任期は4年で継続在任期間は3期12年までと定められている。民選6期目（2014年7月1日～現在）の区庁長は車聖秀（チャ・ソンス、차성수）。

### 区議会
区の議決機関である区議会は、地域区（4選挙区9名）と比例代表（1名）で構成されており、4年毎に改選される。

### 警察
- ソウル衿川警察署（冠岳区にある）

### 消防
消防署は設置されておらず（九老区の九老消防署が衿川区をカバー）、出張所（119安全センター）が区内2箇所に設置されている。
- 禿山119安全センター（독산 119안전센터）[2]
- 始興119安全センター（시흥 119안전센터）[3]。

## 教育

### 高等学校
- 衿川高等学校
- 禿山高等学校
- 東一女子高等学校
- 東一女子商業高等学校
- 文一高等学校
- 伝統芸術高等学校

### 中学校
- 加山中学校
- 蘭谷中学校
- 東一中学校
- 文星中学校
- 文一中学校
- 世一中学校
- 始興中学校
- 安川中学校
- 伝統芸術学校
- ハヌル中学校

### 初等学校
- 東光初等学校
- ソウル加山初等学校
- ソウル錦洞初等学校
- ソウル錦山初等学校
- ソウル衿川初等学校
- ソウル禿山初等学校
- ソウル斗山初等学校
- ソウル文橋初等学校
- ソウル文百初等学校
- ソウル文星初等学校
- ソウル白山初等学校
- ソウル始興初等学校
- ソウル新興初等学校
- ソウル安川初等学校
- ソウル嶺南初等学校
- ソウル正心初等学校
- ソウル塔洞初等学校

## 交通

### 鉄道
- 韓国鉄道公社
  - 京釜線（京釜電鉄線）

加山デジタル団地駅 - 禿山駅 - 衿川区庁駅
- ソウル交通公社
  - 7号線

加山デジタル団地駅

### 道路
- 高速道路
  - 西海岸高速道路
    - 衿川インターチェンジ
- 大路級
  - 始興大路（シフンデロ）
- 路級
  - 安養川路（アニャンチョンノ）
  - 銀杏ナム路（ウネンナムロ）
  - 加山路（カサンノ）
  - カマ山路（カマサンノ）
  - 起亜路（キアロ）
  - 衿下路（クマロ）
  - タプコル路（タプコルロ）
  - デジタル路（ティジトルロ）
  - 斗山路（トゥサンノ）
  - 禿山路（トクサンノ）
  - 南部循環路（ナンブスナンノ）
  - ハンネ路（ハンネロ）
  - 虎岩路（ホアムノ）
  - ポッコッ路（ポッコンノ）
  - 凡安路（ポマンノ）
  - 文星路（ムンソンノ）
- 街級
  - 三聖山街（サムソンサンキル）
  - 西部セッ街（ソブセッキル）

## 姉妹都市
- 白翎面（仁川広域市甕津郡）
- 南海郡（慶尚南道）
- 高興郡（全羅南道）
- ベルゲン郡（アメリカ合衆国ニュージャージー州）
- 宝山区（中華人民共和国上海市）
- バーウッド（オーストラリアニューサウスウェールズ州）